# Largo do Barão de Quintela
Der Largo do Barão de Quintela ist ein Platz im Zentrum der portugiesischen Hauptstadt Lissabon. Er liegt im historischen Stadtteil Chiado zwischen den beiden Straßen Rua das Flores und Rua do Alecrim, die vom Ufer des Tejo zur Praça Luís de Camões hinaufführen.

## Geschichte
Die Geschichte des Platzes ist eng mit dem Kaufmann Joaquim Pedro Quintela (1748–1817) verbunden, Tabakmonopolist und Mitglied des Rats von Königin D. Maria I. Quintela ließ 1788 auf der Ostseite des heutigen Platzes auf den Ruinen des 1729 niedergebrannten Palastes des Marquês de Valença den Palácio Quintela errichten. Dem Historiker Norberto Araújo zufolge erwarb er die auf der gegenüberliegenden Seite des Palastes liegenden Hütten und ließ sie einebnen, um vor seinem Anwesen einen nach ihm benannten Platz anzulegen.   
Im Zentrum des Platzes, den heute ein kleiner Park einnimmt, wurde 1903, drei Jahre nach seinem Tod, ein Denkmal für den Dichter Eça de Queiroz (1845–1900) errichtet. Inspiriert von den Worten des Dichters „über die Nacktheit der Wahrheit den durchsichtigen Mantel der Fantasie“ (sobre a nudez da Verdade o manto diáfano da Fantasia) schuf der Bildhauer António Teixeira Lopes ein Bildnis des Dichters, vor dem eine Frauenfigur, eine Allegorie der Wahrheit, ihre Arme ausbreitet.       
An der Nordseite des Platzes (Hausnummer 7–14) befindet sich das Hauptquartier der Bombeiros Voluntários de Lisboa (= Freiwillige Feuerwehr), an der Südseite des Platzes (Hausnummer 1–5) ein Wohnblock.